# シャーマン兄弟

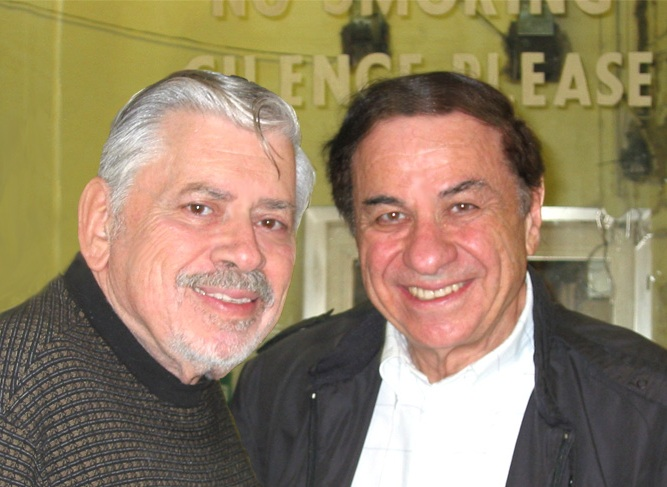
ロバート・シャーマンとリチャード・シャーマン。ロンドン・パラディウムでの『チキ・チキ・バン・バン: ザ・ステージ・ミュージカル』初演にて（2002年）

シャーマン兄弟（シャーマンきょうだい、The Sherman Brothers）は、アメリカ合衆国の作詞家、作曲家。ディズニー映画音楽の作詞作曲で特に知られ、映画音楽にミュージカルの手法を取り入れた作品を兄弟で作り上げた。アカデミー作曲賞、アカデミー歌曲賞受賞者。

## 概要
家系はロシア系ユダヤ人移民。父親はティン・パン・アレー時代の高名な作詞・作曲家、アル・シャーマン（1897年 - 1973年）。1950年代にそれぞれ独自に当時の流行歌の作詞作曲家として活躍した後、1960年代にウォルト・ディズニーに請われてディズニー・プロダクションに参加した。
最初の作品である『メリー・ポピンズ』が大ヒットし、その後もディズニー映画の楽曲を多く手がけた。ウォルトの死後、ディズニー・プロダクションから離れ、『チキ・チキ・バン・バン』などの多くの映画音楽の製作に関わった。
兄は、ロバート・シャーマン（1925年12月19日 - 2012年3月6日）。
弟は、リチャード・シャーマン（1928年6月12日 - 2024年5月25日）。
兄は2002年以降、イギリスに居住していたが、2012年3月5日、ロンドンで死去。86歳没。弟はカリフォルニア州に居住していた。95歳没。

## 主なフィルモグラフィ

### 映画
- 『王様の剣』 - The Sword in the Stone（1963年）
- 『メリー・ポピンズ』 - Mary Poppins（1964年） ※アカデミー作曲賞、アカデミー歌曲賞受賞
- 『最高にしあわせ』 - The Happiest Millionaire（1967年）
- 『ジャングル・ブック』 - The Jungle Book（1967年） ※ウォルト・ディズニーが手がけた最後のアニメ
- 『チキ・チキ・バン・バン』 - Chitty Chitty Bang Bang（1968年）
- 『おしゃれキャット』 - The Aristocats（1970年）
- 『ベッドかざりとほうき』 - Bedknobs and Broomsticks（1971年） ※アカデミー作曲賞ノミネート、アカデミー歌曲賞ノミネート
- 『スヌーピーの大冒険』 - Snoopy Come Home（1972年） ※グラミー賞ノミネート
- 『シャーロットのおくりもの』 - Charlotte's Web（1973年） ※アカデミー作曲賞ノミネート、アカデミー歌曲賞ノミネート? アニメではあるがディズニー作品ではない。イワオ・タカモト監督作品
- 『シンデレラ』 - The Slipper and the Rose: The Story of Cinderella（1976年） ※アカデミー作曲賞、アカデミー歌曲賞ノミネート。脚本もシャーマン兄弟が手がけている。ディズニーのアニメ映画『シンデレラ』ではない。
- 『くまのプーさん 完全保存版』 - The Many Adventures of Winnie the Pooh（1977年）
- 『ラッシー』 - The Magic of Lassie（1978年）
- 『ティガー・ムービー プーさんの贈りもの』 - The Tigger Movie（1999年）

## テーマパーク音楽
ディズニーパークのアトラクションに楽曲を提供している。
- イッツ・ア・スモールワールド : 「小さな世界」 - "It's a small world"
- 魅惑のチキルーム
- ミート・ザ・ワールド : "We Meet the World with Love"

## 伝記映画
- 『ディズニー映画の名曲を作った兄弟: シャーマン・ブラザーズ』 - The Boys: The Sherman Brothers' Story (2009年) ※2人の活動に焦点をあてたドキュメンタリー・フィルム
- 『ウォルト・ディズニーの約束』 - Saving Mr. Banks (2013年) ※アメリカ映画。2人がどのように『メリー・ポピンズ』の制作に関わっていたかが劇中で描かれている。